# سوباتان
سوباتان روستایی است از توابع بخش کرگان‌رود در شهرستان تالش که در شمال‌غرب استان گیلان واقع شده‌است. این روستا در غرب لیسار و در شمال‌غرب شهرستان تالش است.

## موقعیت
ییلاق سوباتان یکی از مناطق ییلاقی کشور است که در ۲۲ کیلومتری ضلع غربی شهر لیسار از توابع شهرستان هشتپر در استان سرسبز گیلان و  ۳۶ کیلومتری شمال غرب شهر هشتپر و ۲۱ کیلومتری جنوب شرقی دریاچه نئور واقع شده‌است که از شرق به جنگل‌های انبوه  (لیسار)، از غرب به ییلاقات اردبیل و دریاچه زیبای نئور از شمال به رود خانه خروشان لیسار و ییلاقات خطبه‌سرا و از جنوب به مناطق ییلاقی آسبومار جوکندان متصل است.

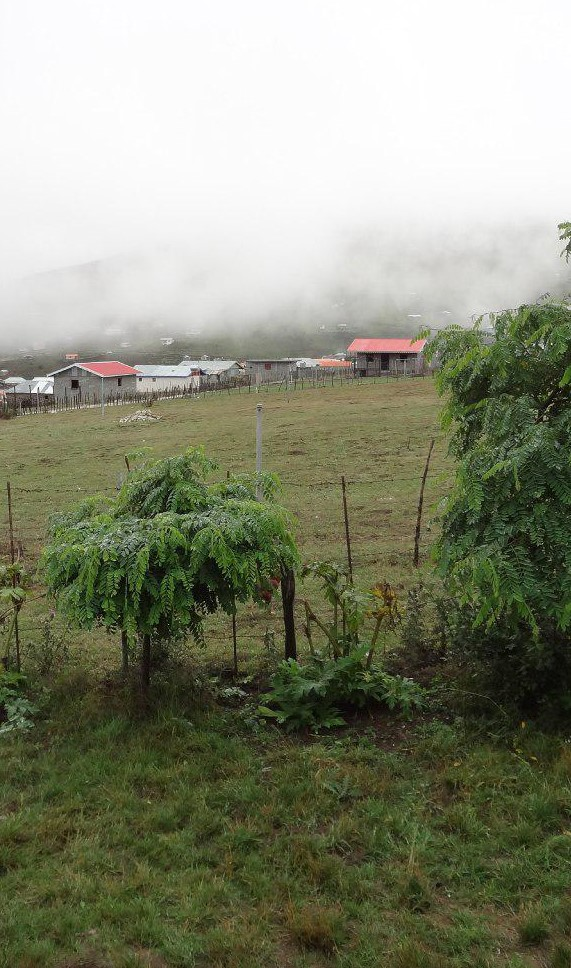
ییلاق سوباتان

این شهرک زیبای ییلاقی محل سکونت صدها خانوار لیساری است که در فصول بهار و تابستان و بخشی از پائیز، در آن مسکن می‌گزینند. این محل از چشمه‌های پر آب و بسیار خنک و هوای عالی برخوردار بوده و دارای زمین‌های سرسبز پوشیده از چمن است. در داخل و اطراف سوباتان گورستان‌های متعددی از هزاران سال پیش تاکنون وجود دارد که نشان از تاریخ و تمدن کهن این سرزمین دارد. کشف دو گور کلان سنگی در قوری‌دره و محلهٔ نومندانی‌ها این ادعا را اثبات می‌کند.

## نقاط دیدنی سوباتان
1. چشمه باتمان بُلاق: میان سوباتان و آسبومار واقع شده‌است.
2. غار طبیعی گنج‌خانه
3. سرچشمه اصلی قنات صلصال که سر از قلعه صلصال لیسار در می‌آورده‌است.
4. زمین اسب دوانی که منطقه‌ایی نسبتاً هموار و مشرف به سوباتان و در نزدیکی بیده‌پشت قرار گرفته‌ است.
5. آبشار ورازان واقع در ۴ کیلومتری غرب سوباتان
6. مناطق هاچا داش - ساری داش - مجمع داش
7. سیاه چادرهای عشایری اطراف سوباتان
8. پارک طبیعی و جنگلی آلچالق
9. دریاچه نئور
10. آبشار ماهار واقع در روستای ماهار
11. بازارچه سنتی سوباتان
12. موزه مردم‌شناسی عشایری سوباتان
13. منطقهٔ کاندی کِت در ساری‌بُلاغ
14. گودال‌های سنگی واقع در غرب کاندی کِت

## غذاهای محلی
در این منطقه ییلاقی همانند سایر نقاط عشایرنشین غذاهای محلی خاصی تهیه می‌شود که از جمله آن‌ها پندیره ویسوج - سوجا دیله - قورما - قورتماج - سیرجینه - کله پلو - پته - قوزلی بریان و … را نام برد.

## نگارخانه

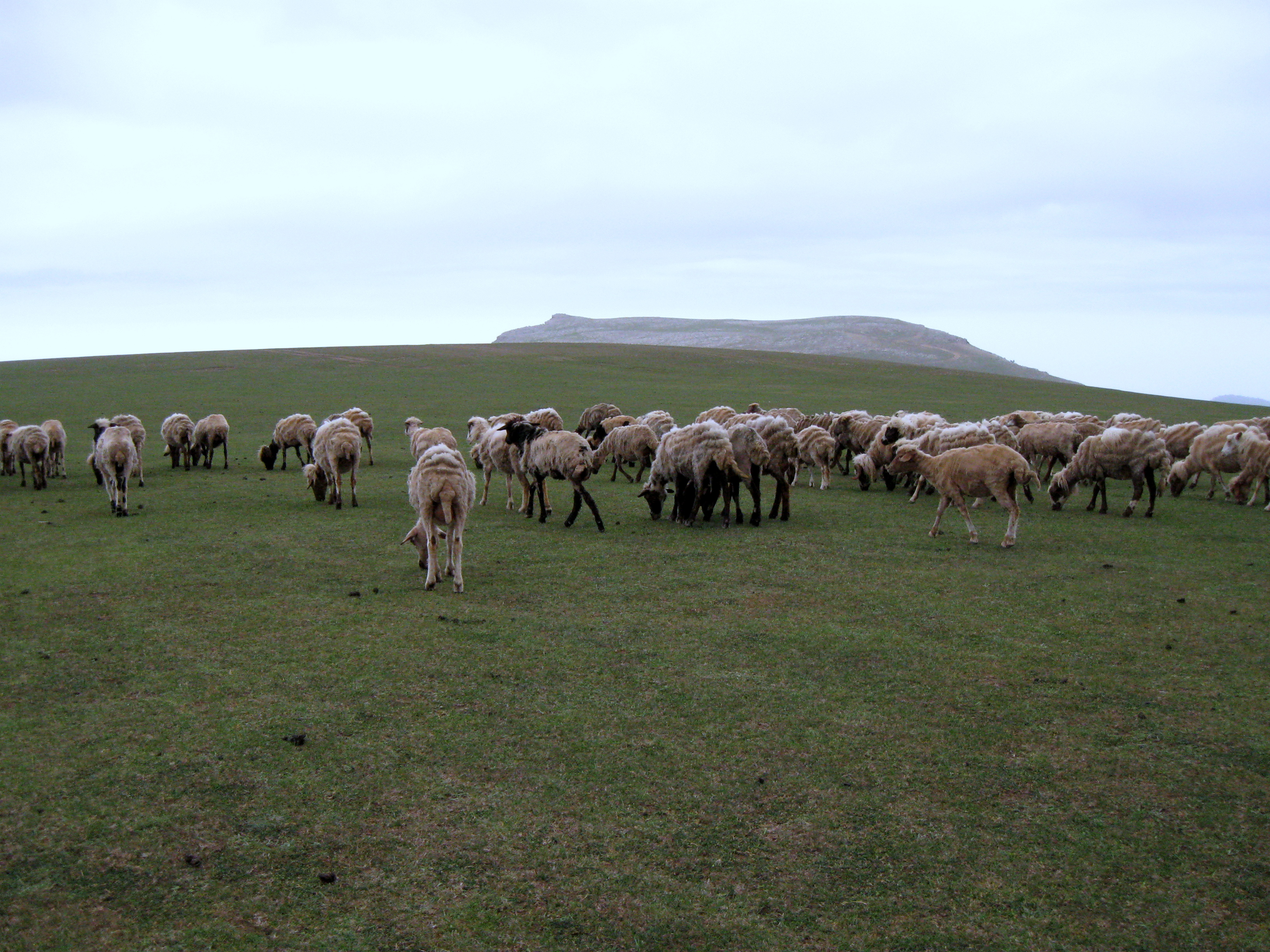
گله گوسفند در سوباتان (سووتون)
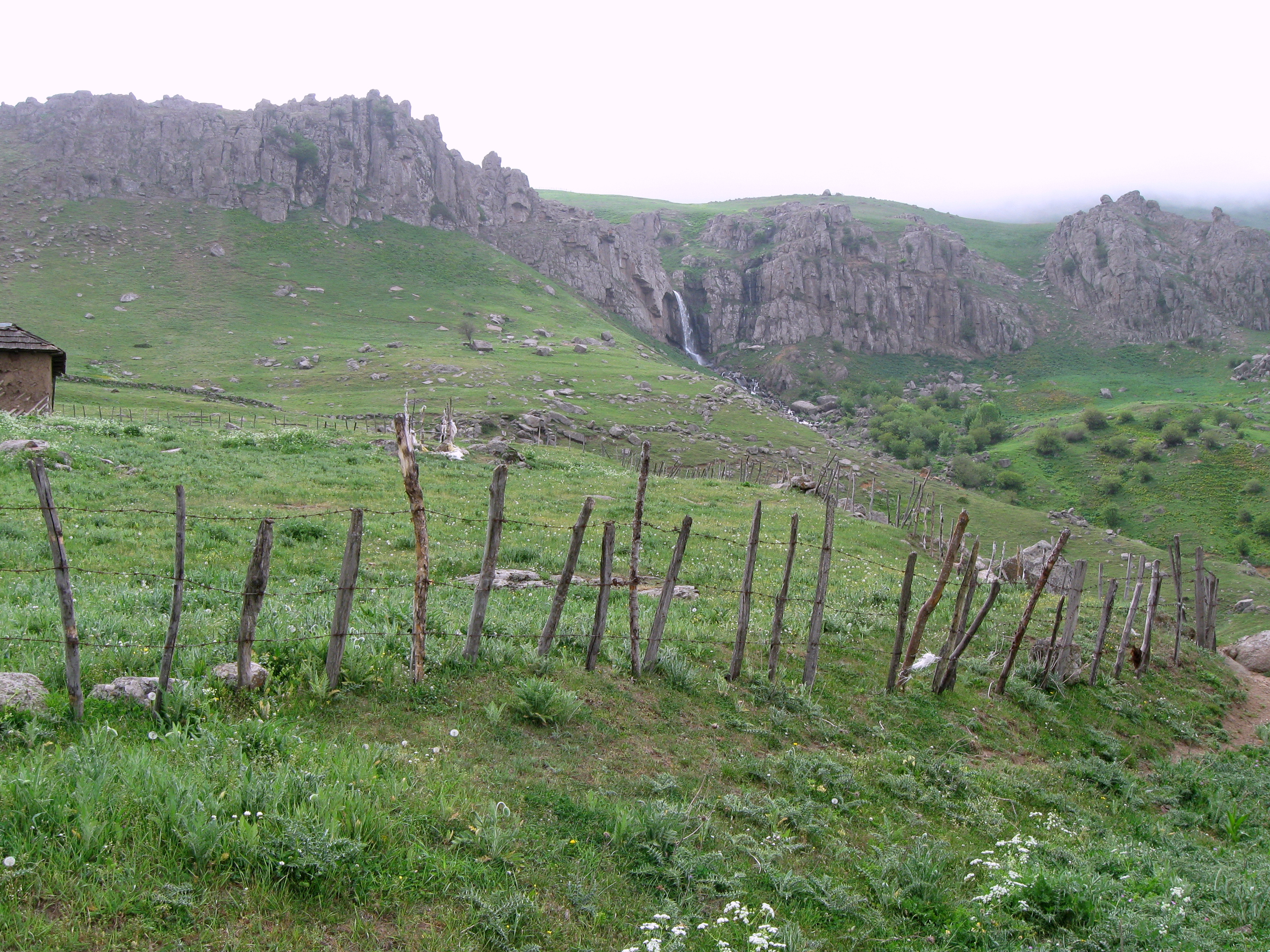
آبشار سوباتان (سووتون)
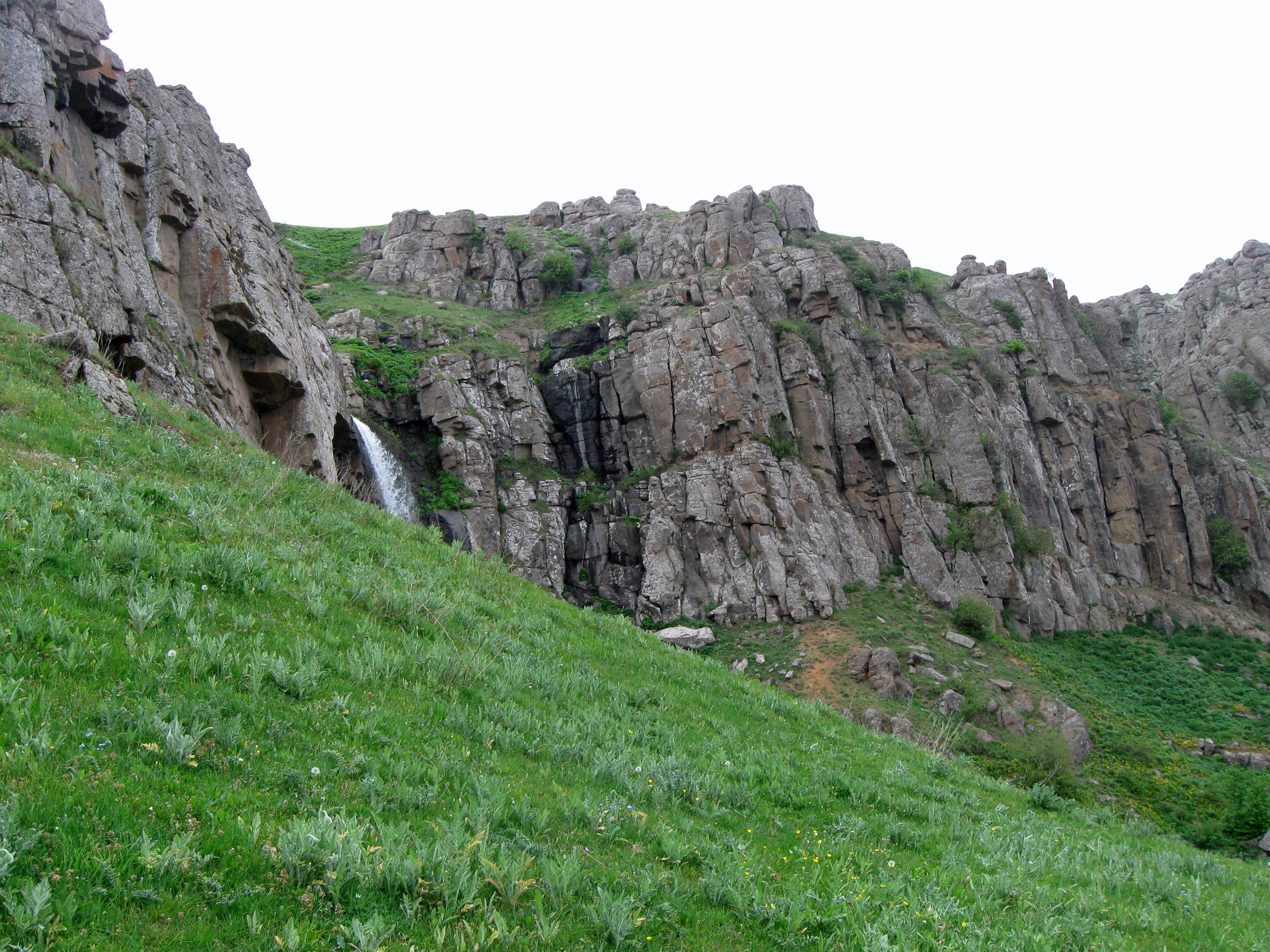
آبشار سوباتان
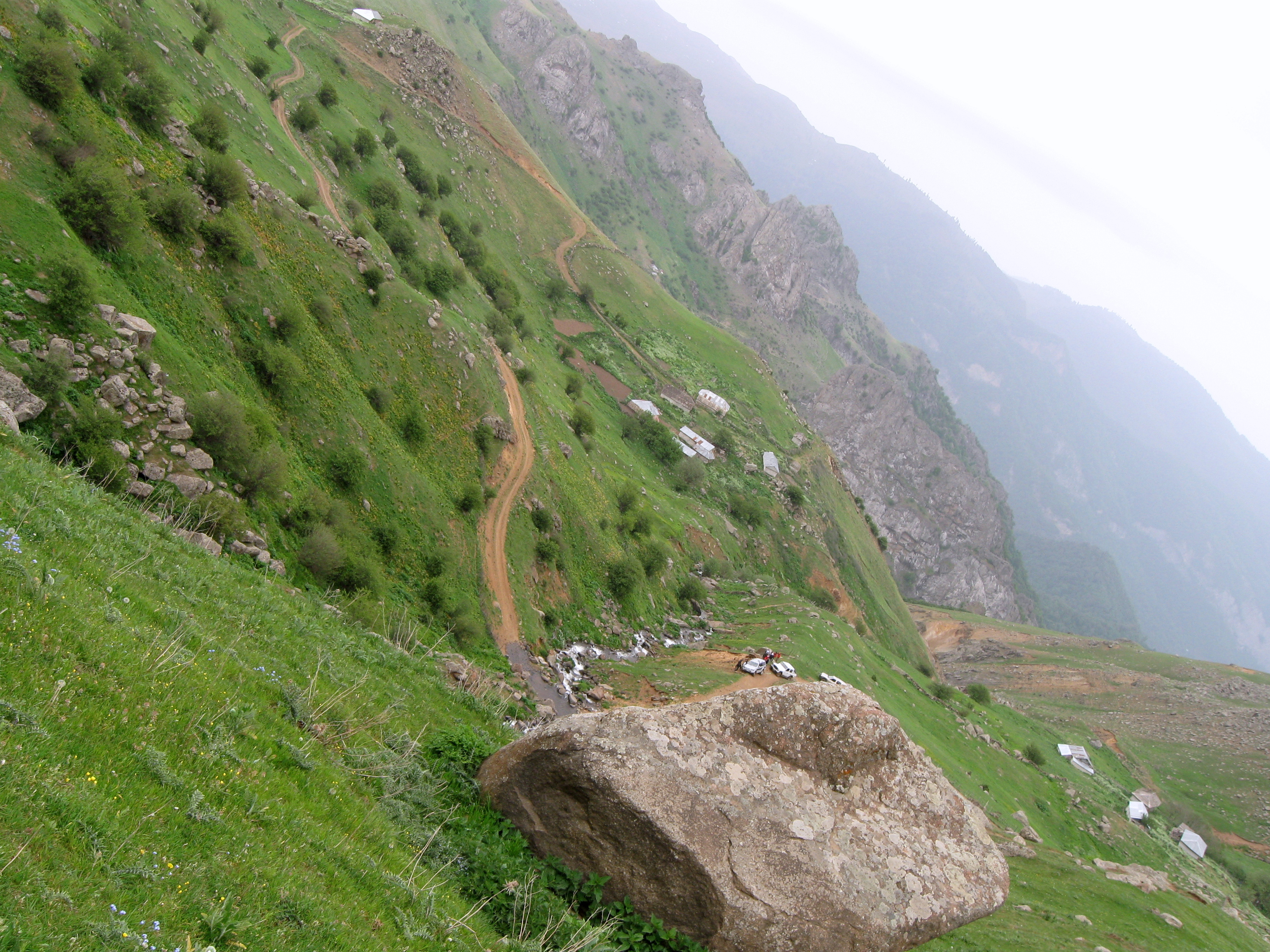
آبشار سوباتان